# مهندسی اورکا
مهندسی اورکا (انگلیسی: Orca Engineering) شرکت خودروسازی لیختن‌اشتاینی است، که در سال ۲۰۰۳ تأسیس شد.